# هوارد انساین ایوانز
هوارد انساین ایوانز (انگلیسی: Howard Ensign Evans; ۲۳ فوریهٔ ۱۹۱۹ – ۱۸ ژوئیهٔ ۲۰۰۲) جانورشناس، حشره‌شناس، و استاد دانشگاه اهل ایالات متحده آمریکا بود.
وی همچنین برندهٔ جوایزی همچون کمک‌هزینه گوگنهایم شده‌است.